# Chaunocolus cornutus
Chaunocolus cornutus är en skalbaggsart som beskrevs av Saylor 1937. Chaunocolus cornutus ingår i släktet Chaunocolus och familjen Melolonthidae. Inga underarter finns listade i Catalogue of Life.